# Manio Acilio Glabrione (console 191 a.C.)
Manio Acilio Glabrione (in latino Manius Acilius Glabrio; fl. 201 a.C.-190 a.C.) è stato un politico e generale romano.

## Biografia
Tribuno della plebe nel 201 a.C. si oppose alla richiesta del console Gneo Cornelio Lentulo, il quale chiedeva per sé la provincia d'Africa, assegnata invece a Publio Cornelio Scipione per unanime voto delle tribù . L'anno successivo fu nominato decemvir sacrorum, per il controllo dei riti sacri, al posto del defunto Marco Aurelio Cotta . Quindi edile, poi pretore nel 196 a.C., in cui presiedette ai Giochi Plebei nel Circo Flaminio. In tale carica utilizzò le multe per l'occupazione impropria dei terreni demaniali per la costruzione di statue in bronzo della dea Cerere e di Liber e Libera.
Infine console nel 191 a.C., anno in cui ottenne di condurre la guerra romano-siriaca contro Antioco III, vincendolo alle Termopili, conquistando poco dopo Scarfea.
Nel 190 a.C. oltre a celebrare il trionfo pose la candidatura alla censura, ma due tribuni lo accusarono di peculato, e contro di lui testimoniò Marco Porcio Catone. Acilio Glabrione, protestando contro la falsa testimonianza, ritirò la sua candidatura, ma fece fallire anche quella di Catone.